# Témia vagabonde
Dendrocitta vagabunda
Espèce
Statut de conservation UICN

 LC  : Préoccupation mineure
La Témia vagabonde (Dendrocitta vagabunda - Latham, 1790) est une espèce de passereau apparenté aux pies de la famille des Corvidae. 
Elle est abondante dans le sous-continent indien, en Chine et dans la péninsule indochinoise. Elle habite les bois, les zones cultivées, les grands arbres des villages, les parcs et les jardins. 

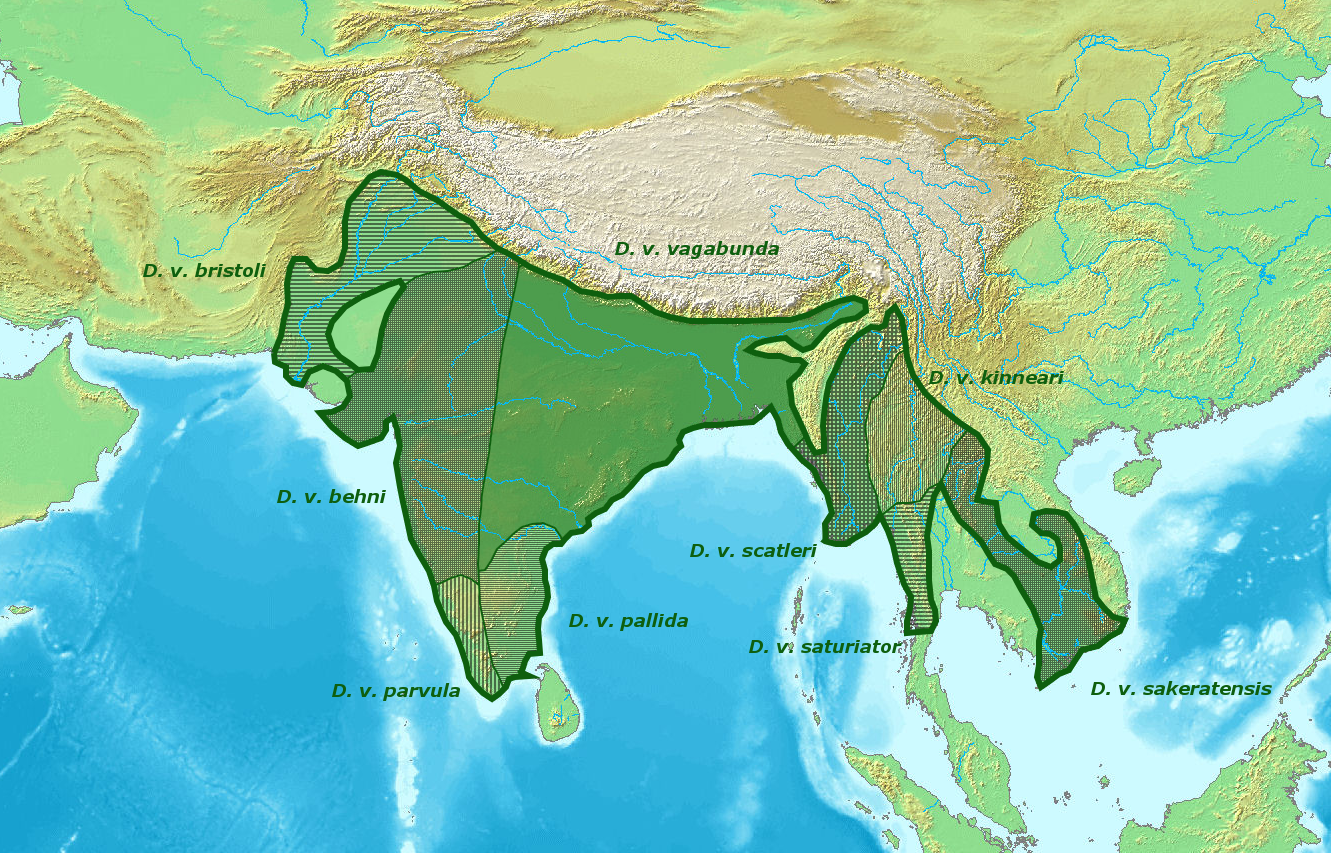
Aire de répartition de la Témia vagabonde

La témia vagabonde mesure 50 cm pour un poids de 90 à 130 g. 
C'est un oiseau qui vit en couples ou en petits groupes familiaux en haut des arbres et qui descend rarement au sol.
Son alimentation est constituée d'insectes, d’œufs et d'oisillons, de lézards dont des geckos, de petits rongeurs mais aussi de fruits, baies et graines.
Ses cris métalliques, résonnants et flûtés dont le ko-ki-la ou ko-kou-lii ou kokli, kokli sont typiques et familiers dans les campagnes d'Asie.